# Kils AIK
Kils AIK är en sportklubb i Kils kommun i Värmland. Föreningen bedriver verksamhet inom handboll, fotboll, friidrott och ishockey. Handbollslaget spelar i division 4, fotbollslagets A-lag spelar i division 4 och ishockeylaget spelar i division 2

## Idrottare som tävlat för Kils AIK
Den mest framgångsrike friidrottaren från Kils AIK är Stefan Holm.
Kils AIK hockey har fostrat ishockeyspelaren Per Åslund.
1974 tog friidrottaren Leif Andersén SM-guld på 25 000 meter. Tränare under 1960- och 1970-talet var Kalle Wikström.